# Игры для детей школьного возраста
«Игры для детей школьного возраста», или «Улыбайся, детка» (эст. Naerata ometi) — художественный фильм, снятый режиссёрами Арво Ихо и Лейдой Лайус в 1985 году на студии «Таллинфильм». В основе сценария, написанного Мариной Шептуновой, — роман Сильвии Раннамаа «Приёмная мать».
Картина, рассказывающая о жизни воспитанников детского дома, получила ряд призов на всесоюзном и международных кинофестивалях; её создатели удостоены Государственной премии СССР за 1987 год. В 2025 фильм вошёл в Золотой фонд «Berlinale Classics» Берлинского кинофестиваля.

## Сюжет
После смерти матери старшеклассница Мари попадает в детский дом. Через три дня девочка возвращается домой, однако нетрезвый отец чуть ли не с порога даёт понять, что здесь ей не место.
Ночь, проведённая на вокзале, заканчивается для Мари знакомством с агрессивной группой подростков, возглавляемых Роби, и приводом в милицию. Утром беглянка покидает камеру: за ней приехала воспитательница детского дома.
В детдоме — своя внутренняя иерархия. Неформальным лидером считается лихой парень Роби. Ребята его слушаются и с готовностью подчиняются. Опеку над новенькой берёт вежливый, интеллигентный Таури, который, в отличие от остальных воспитанников, имеет респектабельного и очень занятого отца. Среди девочек верховодит резкая, нервная Катрин, попавшая в детдом после того, как её мать посадили в тюрьму.
Замкнутая, углублённая в свои переживания Мари безучастна к мягким ухаживаниям Таури — она доверяет лишь собственному дневнику. Однажды, протестуя против приготовленного на обед молочного супа, детдомовцы решили объявить голодовку. В отношении Мари, которая не присоединилась к общему бунту, была устроена травля. В заброшенном здании, выполнявшем роль тайного клуба, Катрин начала громко и глумливо зачитывать отрывки из похищенного дневника Мари. Чтение прервал появившийся Роби — он вырвал из рук Катрин толстую тетрадь, вернул её Мари и неуклюже попытался успокоить потрясённую девушку. Ночью, вскрыв детдомовскую аптечку, Мари приняла большую дозу таблеток. Девочку спасли, но, вернувшись к жизни, она поняла, что больше никого и ничего не должна бояться.
Мари начинает опекать маленьких воспитанниц Анне и Кертту. Кертту мечтает сбежать из детского дома, не в силах больше терпеть издевки. Девочка помнит, как когда-то давно совершала побег её мама — с собой она брала паспорт. Не имея, в силу детского возраста, документов, Кертту похищает паспорт у Катрин. Заподозрив Кертту в краже, Катрин начинает её избивать. В этот момент Мари впервые проявляет характер — она вступается за девочку. Катрин не прекращает подозревать Кертту и вскоре, во время помывки, вновь требует от неё свои документы. Кертту убегает и прячется в подсобном помещении, в стиральной машине. Тогда Катрин начинает пытку девочки — она запирает её в барабане и включает машину. Воспитанницы успевают спасти девочку, а Мари жестоко избивает Катрин. Вскоре Кертту начинает посещать тайный клуб, а её опекой и защитой также начал заниматься и Роби.
В это время в детский дом приезжает милиция — отец Таури в очередной раз намерен посадить Роби в колонию. Руководство детдома пытается оставить его у себя — директор утверждает, что малыши любят играть с Роби, а он сам очень любит детей и в их обществе перевоспитывается. Во время опроса воспитанников Мари заступается за Роби — она говорит, что якобы он защитил её на вокзале от хулиганов. Не найдя причин отправить Роби в колонию, отец Таури оставляет его в детдоме.
Роби приглашает Мари в тайный клуб, где намерен признаться ей в любви. В разговоре Роби понимает, что именно благодаря показаниям Мари он остался в детском доме. В последний момент в Роби что-то меняется, он прогоняет Мари и не признаётся ей в своих чувствах. Роби сам сдаётся милиции  и добровольно отправляется в колонию.

## История создания
В романе Сильвии Раннамаа «Приёмная мать», по мотивам которого снята картина, действие происходит в послевоенную пору. Создатели фильма перенесли его в восьмидесятые годы XX века. В подготовительный период, предшествовавший съёмкам, режиссёры и сценарист посетили несколько детских домов, познакомились с воспитанниками, изучили их личные дела. За каждым эпизодом, по утверждению авторов фильма, стоит подлинная история; за каждым персонажем — реальная судьба. Для Арво Ихо тема была актуальна ещё и потому, что в подростковом возрасте он три года жил и учился в школе-интернате.
Чтобы сделать ленту максимально достоверной, киногруппа отказалась от работы в павильонных интерьерах — съёмки проходили на территории настоящего детского дома в городе Тильси. Вся картина снималась ручной камерой.

## Кинематографические параллели
Как же всё перемешалось в сознании этих ребят! Преодолевая надлом, они растут в постоянных столкновениях между собой и как бы мстят друг другу за свои невзгоды. Они не хотят этой независимости, которую сами не выбирали. И в своих попытках противостоять ей находят способы, подсказанные отнюдь не детским мировосприятием.
Тематически фильм «Игры для детей школьного возраста» встал в один ряд с появившимися незадолго до него «Пацанами» Динары Асановой и «Чучелом» Ролана Быкова — этим картинам пришлось принять на себя первые удары кинокритики, упрекавшей их в «очернении действительности и недостаточности положительного заряда». Тем не менее тенденция была проложена и, по словам киноведа Марка Анциферова, зрители «перестали отворачиваться от неприглядного и закрывать глаза, когда их колет правда».
В докладе, прозвучавшем на международной научной конференции «Чтения по советской литературе» (2008), лента Лейды Лайус и Арво Ихо была связана с фильмами Эльдара Рязанова «Дорогая Елена Сергеевна» и Вадима Абдрашитова «Плюмбум, или Опасная игра». Во всех упомянутых картинах образы детей близки, и в каждой из них заявлена тема «проблематичности статуса советского коллективизма», утверждал докладчик.

## В ролях
| Актёр                                                 | Роль                |
| ----------------------------------------------------- | ------------------- |
| Моника Ярв (озвучивание — Марина Мушкатина)           | Мари                |
| Хендрик Тоомпере мл. (озвучивание — Владимир Осипчук) | Роби                |
| Таури Таллермаа (озвучивание — Сергей Власов)         | Таури               |
| Катрин Тамплехт (озвучивание — Ирина Скворцова)       | Катрин              |
| Кертту Аавинг (озвучивание — В. Пичулина)             | Кертту              |
| Эдит Хэлен Кууск (озвучивание — Елена Хотяновская)    | Мелита              |
| Сийри Сисаск (озвучивание — Мария Соснякова)          | Сийри               |
| Яаника Калмус (озвучивание А. Мушкатина)              | Анне                |
| Хелле Кунингас (озвучивание — Галина Чигинская)       | воспитательница     |
| Мари Лилль-Тамм (озвучивание — Ирина Демич)           | мать Роби           |
| Эвальд Хермкюла (озвучивание — Николай Лавров)        | отец Мари           |
| Эдуард Тинн (озвучивание — Павел Кашлаков)            | отец Таури          |
| Рудольф Аллаберт                                      | директор            |
| Мария Кленская                                        | любовница отца Мари |
| Эвальд Аавик                                          | эпизод              |

## Съёмочная группа
- Арво Ихо, Лейда Лайус — режиссёры
- Марина Шептунова — автор сценария
- Арво Ихо — оператор
- Лепо Сумера — композитор
- Тыну Вырве — художник

## Фестивали и награды
- Всесоюзный кинофестиваль (1986)
  - главный приз
  - приз за лучший сценарий (Марина Шептунова)[5]
- Международный кинофестиваль молодых кинематографистов социалистических стран в Кошалине (1986) — приз польской кинокритики имени Вишневского (Арво Ихо)
- Государственная премия СССР за 1987 год (режиссёр и оператор Арво Ихо, сценарист Марина Шептунова)[6]
- Международный кинофестиваль в Берлине (1987) — участие в программе «Kinderfilmfest», премия Детского фонда ООН